# Martin Pearlman
Martin Pearlman (Chicago, 21 maggio 1945) è un direttore d'orchestra, clavicembalista e compositore statunitense  specializzato in musica antica. Nella stagione 1973-1974 fondò la Boston Baroque (originariamente denominata Banchetto Musicale) la prima orchestra con strumenti d'epoca del Nord America. Molti dei musicisti provenivano da altri complessi degli Stati Uniti e successivamente venne aggiunto anche il coro.

## Biografia
Studiò a Oak Park composizione musicale, violino, pianoforte e teoria musicale laureandosi nel 1967 alla Cornell University, dove aveva studiato composizione con Karel Husa e Robert Palmer iniziando lo studio del clavicembalo con Donald Paterson. Nel 1967-68 studiò clavicembalo ad Amsterdam con Gustav Leonhardt usufruendo di una borsa di studio della Fondazione Fulbright.  Nel 1971 si laureò in composizione alla Yale University dove aveva studiato composizione con Yehudi Wyner e clavicembalo con Ralph Kirkpatrick. Nel 1971 si trasferì a Boston, dove vinse il Premio Erwin Bodky di clavicembalo iniziando la carriera di concertista. Nel 1973-74 fondò il Boston Baroque (chiamato Banchetto Musicale fino al 1992).  Con questo ensemble ha diretto diverse prime esecuzioni americane di opere, musica corale e strumentale, comprese opere di Mozart, Bach, Handel e Monteverdi.  Ha diretto il Boston Baroque nelle stagioni di Boston e in tournée negli Stati Uniti e in Europa, realizzando registrazioni (principalmente per la Telarc International), tre delle quali hanno ricevuto la nomination ai Grammy Awards.
Con un ensemble di strumenti moderni, Pearlman debuttò al Kennedy Center dirigendo la The Washington Opera in Semele di Handel e poi la National Arts Center Orchestra di Ottawa nei Vespri di Monteverdi e la Minnesota Orchestra, a Minneapolis, oltre che la Utah Opera a Salt Lake City, l'Opera Columbus, la Boston Lyric Opera, la San Antonio Symphony, la New World Symphony, la Omaha Symphony, l'Alabama Symphony e altre orchestre. Pearlman è il solo direttore di orchestra con strumenti d'epoca che abbia suonato dal vivo alla premiazione dei Grammy Awards.
Le composizioni di Pearlman sono state influenzate da Carter, Boulez e compositori delle successive generazioni. Fra la sua produzione musica da camera, per pianoforte, e The Creation according to Orpheus per pianoforte, arpa e percussioni con orchestra d'archi. Le sue musiche per tre lavori di Samuel Beckett  (Words and Music, Cascando, ... but the clouds ...) sono state commissionate ed eseguite in prima mondiale al 92nd Street Y a New York in occasione del centenario della nascita di Beckett nel 2006, prodotte dalla Harvard University a Cambridge.
Dal 2002 è stato professore alla Boston University, dove ha diretto ensemble barocchi e insegnato allo Historical Performance department della School of Music.

## Discografia

### Boston Baroque su Telarc International
- Bach, Concerti Brandeburghesi
- Bach, The Four Orchestral Suites
- Bach Magnificat & Vivaldi Gloria
- Bach, Messa in Si minore
- Cherubini, Requiem in Re minore (con Beethoven, Elegischer Gesang e * Cherubini, Marche Funèbre
- Gluck, Ifigenia in Tauride
- Handel, Messiah
- Handel, Concerti grossi, op. 6 (completi)
- Handel, Music for the Royal Fireworks and Water Music (complete)
- Monteverdi, Vespers of 1610
- Mozart, Requiem
- Mozart, Jupiter Symphony e Flute Concerto (con Jacques Zoon, flauto)
- Mozart, The Impresario (Der Schauspieldirektor) e The Beneficent Dervish 	(Der wohltätige Derwisch), Singspiel by Emanuel Schikaneder
- Mozart et al., Der Stein der Weisen (The Philosopher's Stone), prima registrazione mondiale dallo Schikaneder's theater.
- Music of the American Moravians ("Lost Music of Early America")
- Purcell, Dido and Aeneas e lavori orchestrali
- Vivaldi, Le quattro stagioni (con Christina Day Martinson, violino)

### Prime registrazioni con Banchetto Musicale
- Mozart, Messa della Coronazione e Vespri solenni (Harmonia Mundi)
- Haydn, Messa di Lord Nelson (Arabesque)
- Handel, L'Allegro, il Penseroso ed il Moderato (Arabesque)

### Clavicembalo su LP
- Music of the Couperin Family:  Louis, François, and Armand-Louis (Titanic)
- Scarlatti sonatas (Titanic)

## Altre incisioni
- Armand-Louis Couperin, critical edition of the complete music for one and two harpsichords (includes completions of two Quatuors for two harpsichords).
- Monteverdi, L'incoronazione di Poppea, performing edition.
- Monteverdi, Il ritorno d'Ulisse in patria, performing edition.
- Cimarosa, Il maestro di cappella, orchestration and edition (from surviving piano reduction).
- Moravian music, performing editions from manuscripts of 33 works, recorded with Boston Baroque for Telarc International.
- Purcell,  The Comical History of Don Quixote, performing version.
- Mozart, Lo sposo deluso, completion of surviving fragments.